# Stefano Pioli
Stefano Pioli (Parma, 20 de outubro de 1965) é um técnico e ex-futebolista italiano que atuava como zagueiro. Atualmente está sem clube.

## Carreira como jogador
Como jogador, defendeu oito equipes, com destaque para a Fiorentina, onde atuou entre 1989 e 1995, com 154 partidas disputadas e um gol marcado. Em toda a carreira, marcou apenas 3 vezes (uma pelo Parma, onde começou a jogar em 1982, e outra pela Pistoiese). Pioli jogou também por Juventus, Verona, Padova, Fiorenzuola e Colorno, onde encerrou a carreira de atleta em 1999.

### Seleção Italiana
Pela Seleção Italiana, Pioli representou a categoria Sub-21 entre 1985 e 1987, com cinco jogos disputados.

## Carreira como técnico
Em 1999, mesmo ano de sua aposentadoria como jogador, Pioli iniciou a nova carreira de técnico das categorias de base do Bologna, função que também exerceu no Chievo.
Passou ainda por Salernitana, Modena, Parma, Grosseto, Piacenza, Sassuolo, novamente o Chievo (agora como treinador da equipe profissional), Palermo - treinou a equipe siciliana por duas partidas em 2011 - e voltou ao Bologna em outubro do mesmo ano, sucedendo Pierpaolo Bisoli.
Em 12 de junho de 2014, com a saída de Edoardo Reja, foi contratado para treinar a Lazio, onde ficou até 2016.
Foi oficializado como novo técnico do Milan no dia 9 de outubro de 2019, após a saída de Marco Giampaolo.
Em 2021, sugeriu uma alteração que iria ao encontro do basquetebol, onde as equipas, uma vez dentro do meio campo adversário, não poderiam voltar ao próprio campo até perderem a posse de bola. O italiano defendeu que isto contribuiria para ver um "futebol de ataque".

## Títulos como Jogador
Parma
- Série C1: 1983–84

Juventus
- Supercopa da UEFA: 1984
- Liga dos Campeões da UEFA: 1984–85
- Copa Intercontinental: 1985
- Serie A: 1985–86

Fiorentina
- Serie B: 1993–94

## Títulos como Treinador
Milan
- Série A: 2021–22